# Ary Fossen
Ary  Fossen (Jundiaí, 12 de janeiro de 1937 - São Paulo, 19 de julho de 2012) foi um político brasileiro que foi filiado ao PSDB.

## Carreira política
Fez carreira no SESI.
Em 1982 depois de ser vice-prefeito de Jundiaí, foi candidato a prefeito. Não se elegeu, sendo superado por André Benassi.
Em 1992, foi candidato à prefeitura de Jundiaí pelo Partido Trabalhista Brasileiro, mas foi derrotado novamente por André Benassi do PSDB.
Em 1996, já no PSDB, elegeu-se vice-prefeito na chapa de Miguel Haddad.
Em 1998, foi eleito deputado estadual, sendo reeleito em 2002.
Em 2004, foi eleito prefeito de Jundiaí. Sua administração terminou em 2008, tendo entregue o cargo a Miguel Haddad em 1 de janeiro de 2009. Em 2009, assumiu a Subprefeitura de Perus, no município de São Paulo.
Em 2010, foi eleito com 76.406 votos a uma cadeira na Assembleia Legislativa de São Paulo.

### Desempenho em eleições
| Ano  | Eleição               | Partido | Candidato a       | Votos  | Resultado  |
| ---- | --------------------- | ------- | ----------------- | ------ | ---------- |
| 1982 | Municipal de Jundiaí  | PDS     | Prefeito          | 12.440 | Não eleito |
| 1992 | Municipal de Jundiaí  | PTB     | Prefeito          | 33.286 | Não eleito |
| 1998 | Estadual de São Paulo | PSDB    | Deputado estadual | 41.402 | Eleito     |
| 2002 | Estadual de São Paulo | PSDB    | Deputado estadual | 84.354 | Eleito     |
| 2004 | Municipal de Jundiaí  | PSDB    | Prefeito          | 98.041 | Eleito     |
| 2010 | Estadual de São Paulo | PSDB    | Deputado estadual | 76.406 | Eleito     |

## Morte
Ary Fossen estava internado no hospital Albert Einstein há 10 dias e faleceu na noite do dia 18 de julho de 2012 em decorrência de uma pneumonia. O velório e o enterro ocorreram em Jundiaí.